# Astragalus cicerellus
Astragalus cicerellus är en ärtväxtart som beskrevs av Pierre Edmond Boissier och Benedict Balansa. Astragalus cicerellus ingår i släktet vedlar, och familjen ärtväxter. Inga underarter finns listade i Catalogue of Life.